# Thomas Mullen
Pour les articles homonymes, voir Mullen.
Thomas Mullen, né en 1974 à Providence dans le Rhode Island, est un romancier américain, auteur de romans policiers et de science-fiction.

## Biographie
Thomas Mullen fait des études à l'Oberlin College.
En 2006, il publie son premier roman, The Last Town on Earth, avec lequel il est lauréat du James Fenimore Cooper Prize de la fiction historique 2007.
En 2016, il commence une série, Darktown, dont l'action se situe à Atlanta en Géorgie à partir de 1948.

## Œuvre

### Romans

#### SérieDarktown
1. Darktown, Payot & Rivages, coll. « Rivages/Noir. Grand format », 2018 ((en) Darktown, 2016), trad. Anne-Marie Carrière  (ISBN 978-2-7436-4495-6)Réédition, Payot & Rivages, coll. « Rivages/Noir », 2020 (ISBN 978-2-7436-4982-1)
2. Temps noir, Payot & Rivages, coll. « Rivages/Noir. Grand format », 2020 ((en) Lightning Men, 2017), trad. Anne-Marie Carrière  (ISBN 978-2-7436-4988-3)Réédition, Payot & Rivages, coll. « Rivages/Noir », 2021 (ISBN 978-2-7436-5323-1)
3. Minuit à Atlanta, Payot & Rivages, coll. « Rivages/Noir. Grand format », 2021 ((en) Midnight Atlanta, 2020), trad. Pierre Bondil  (ISBN 978-2-7436-5306-4)Réédition, Payot & Rivages, coll. « Rivages/Noir », 2022 (ISBN 978-2-7436-5778-9)

#### Autres romans
- La Dernière Ville sur Terre, Payot & Rivages, coll. « Rivages/Noir. Grand format », 2023 ((en) The Last Town on Earth, 2006), trad. Pierre Bondil  (ISBN 978-2-7436-5844-1)
- (en) The Many Deaths of the Firefly Brothers, 2010
- Les Protecteurs, J'ai lu, coll. « Grand format », 2014 ((en) The Revisionists, 2011), trad. Sébastien Guillot  (ISBN 978-2-290-06889-2)Réédition, J'ai lu, coll. « Thriller » no 11281, 2015 (ISBN 978-2-290-07876-1)
- (en) Blind Spots, 2023
- Le Jeu de la rumeur, Rivages, 2025 ((en) The Rumor Game, 2024)

## Prix et distinctions

### Prix
- James Fenimore Cooper Prize de la fiction historique 2007 pour The Last Town on Earth[1]

### Nomination
- Prix Dagger du meilleur roman historique 2018 pour Lightning Men[2]